# Samoded
Samoded (russisch Самодед) ist eine Siedlung städtischen Typs in Nordwestrussland. Der Ort gehört zur Oblast Archangelsk und hat 1518 Einwohner (Stand 14. Oktober 2010). Er befindet sich im Rajon Plessezk.

## Geographie

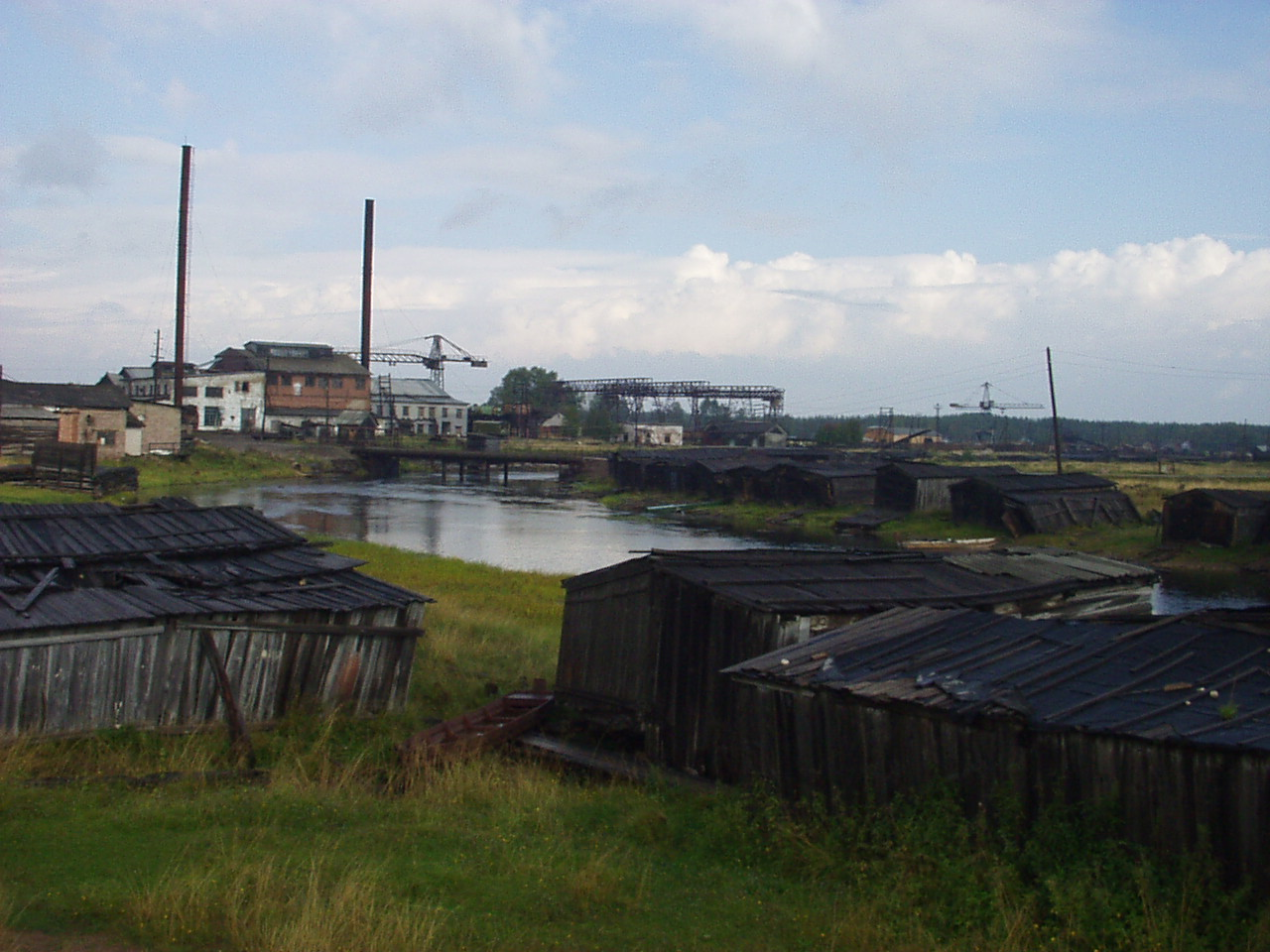
Der Fluss Waimuga in Samoded

Samoded befindet sich etwa 190 Kilometer südlich der Oblasthauptstadt Archangelsk, am Fluss Waimuga, welche über den Fluss Jemza linksseitig mit der Nördlichen Dwina verbunden ist. Die Stadt Plessezk, das administrative Zentrum des Rajon, befindet sich 137 Kilometer südlich von Samoded.

## Geschichte
Der Ort entstand mit dem Bau eines Sägewerkes im Jahr 1925 ursprünglich als ein Lesopunkt (лесопункт), war also eine Arbeitssiedlung für die ansässigen Arbeiter der Holzindustrie. Zur selben Zeit erhielt Samoded mit dem Bau der Eisenbahnstation Permilowo (Пермилово) Anschluss an das Eisenbahnschienennetz. Im Jahr 1927 erhielt der Ort den Status einer Siedlung städtischen Typs, sowie den Namen Samoded, benannt nach dem Militärkommissar Bürgerkriegshelden Grigori Iwanowitsch Samoded. Im Jahr 1929 wurde Samoded Teil des Rajon Plessezk. Neben der Holzwirtschaft waren die Landwirtschaft und Viehzucht zur damaligen Zeit der Hauptwirtschaftszweig.

## Einwohnerentwicklung
Die folgende Übersicht zeigt die Entwicklung der Einwohnerzahlen von Samoded.
| Jahr | Einwohner |
| ---- | --------- |
| 1939 | 3.860     |
| 1959 | 4.570     |
| 1970 | 4.522     |
| 1979 | 3.856     |
| 1989 | 3.072     |
| 2002 | 2.004     |
| 2010 | 1.518     |

Anmerkung: Volkszählungsdaten

## Wirtschaft und Infrastruktur
Die Firmen der Holzwirtschaft sind nach wie vor Hauptarbeitgeber der Siedlung. Die Infrastruktur der Siedlung ist schlecht ausgebaut, so gibt es häufig Probleme mit der Stromversorgung. Außerdem gibt es kein Mobilfunknetz.
Im südlichen Teil Samodeds befindet sich die Eisenbahnstation Permilowo, eine Station der Nordeisenbahn auf der Strecke Konoscha – Archangelsk, zwischen den Stationen Oboserski und Cholmogorskaja.